# Park Hye-ryun
Park Hye-ryun (박혜련?, 朴惠蓮?, Bak HyeryeonLR, Pak HyeryŏnMR; ...) è una sceneggiatrice sudcoreana.

## Biografia
Nei primi anni della sua carriera ha scritto sitcom quali Nonstop 5 (2004-2005) e Kimchi Cheese Smile (2007), mentre nel 2008 ha collaborato alla sceneggiatura del film Tteugeo-un geos-i joh-a. Il riconoscimento del pubblico è arrivato nel 2011 grazie al teen drama musicale Dream High. Nel 2013 ha ricevuto la menzione presidenziale ai Korea Content Award per Neo-ui moksoriga deullyeo.

## Filmografia

### Cinema
- Tteugeo-un geos-i joh-a, regia di Kwon Chil-in (2008) – co-sceneggiatrice

### Televisione
- Nonstop 3 – serie TV, 303 episodi (2002-2003)
- Nonstop 5 – serie TV, 257 episodi (2004-2005)
- Hongjaga ani-ya – serie TV, 18 episodi (2004-2005)
- Cheon-gukboda natseon – serie TV, 16 episodi (2006)
- Kal jab-i O Su-jeong – serie TV, 16 episodi (2007)
- Kimchi Cheese Smile – serie TV, 121 episodi (2007-2008)
- Dream High – serie TV, 16 episodi (2011)
- Neo-ui moksoriga deullyeo – serie TV, 18 episodi (2013)
- Pinocchio – serie TV, 20 episodi (2014-2015)
- Page Turner – miniserie TV, 3 episodi (2016)
- Dangsin-i jamdeun sa-i-e – serie TV, 32 episodi (2017)
- Start-Up – serie TV, 16 episodi (2020)
- Castaway Diva – serie TV, 12 episodi (2023)

## Riconoscimenti
- MBC Broadcasting Entertainment Award[6]
  - 2002 – Miglior scrittrice per Nonstop 3